# 袋法師絵詞
袋法師絵詞（ふくろほうしえことば）は、日本の春画古絵巻である。春画の絵巻としては小柴垣草紙とともに古いほうに属し、流布した。

## 概要
詞書と挿絵の全五段。成立時期は不明だが、14世紀頃には成立していたと見られる。原本は江戸幕府の大奥にあったが、天保年間に焼失した。写本として、住吉具慶筆模本、横山家本（伝本阿弥光悦筆）、岩崎家本（静嘉堂文庫蔵）、サントリー美術館本、旧帝室博物館本（東京国立博物館蔵）、多賀神社本（白描画）があるが、詞書の有無、描かれた情景など相違異同がある。作者は飛騨守惟久（巨勢惟久。14世紀の絵師で「後三年合戦絵巻」の作者）、土佐光信などさまざまに伝わる。

## 内容
さる御所務めの三人の侍女たちが、神社詣での帰り中道に迷い、川に差し掛かるが増水で徒歩で渡ることが出来ない場面から始まる。そこに親切な法師が現れ、侍女たちを小舟で対岸まで運んでくれようとするが、法師は川の中州に小舟を着け、侍女たちを誘惑する。侍女たちも法師の機嫌を損ねては対岸に渡れぬと思い、法師の欲心を満足させる。法師は事が終わると、再び侍女たちを舟に乗せ、太秦にある御所まで送り届ける。去り際に侍女の一人が、再び御所に訪ねるよう暗に誘う。そこで法師は御所へ入るが、尼御所は男子禁制のため袋に入れられ納屋に隠された。御所では尼御前が生気なく過ごしており、侍女たちはこれも孤閨を託つゆえと思い、尼御前の夜伽に袋に入った法師を呼び寄せ慰めさせた。
しかし、侍女たちは法師と尼御前の毎夜の睦言を聞くにつれて辛抱できなくなり、尼御前の事後に今度は三人の侍女たちが法師を返して欲しいと願い出る。御所の色好みの噂が近くに住んでいた男旱の尼御前の従妹にも聞こえ、従妹の尼御前も法師を所望したため、侍女たちは暗夜密かに法師を袋詰めしたまま、従妹君のもとに運ぶ。ここでも法師は従妹君と添い寝するが、世間の目もあるので再び法師を返してもらった。帰ってきた法師は、連日連夜に渡る営みで精気が抜けて死んだようになり、うつらうつらと眠るばかりで侍女たちが誘惑しても無反応になる。侍女たちは為す術もなく、法師に新しい笠と法衣を与えて山寺へと帰参させ、物語は終わる。

## 参考資料
- 福田和彦編著 『艶色浮世絵全集第一巻 肉筆絵巻撰[壱]』 河出書房新社、1995年、ISBN 4-309-71281-9